# Hurlbutita
La hurlbutita és un mineral de la classe dels fosfats. Va ser descobert l'any 1951 i el seu nom fa honor al 
mineròleg nord-americà Cornelius S. Hurlbut.

## Característiques
La hurlbutita és un fosfat de fórmula química CaBe₂(PO₄)₂. Cristal·litza en el sistema monoclínic. La seva duresa a l'escala de Mohs és 6.
Segons la classificació de Nickel-Strunz, la hurlbutita pertany a «08.AA: Fosfats, etc. sense anions addicionals, sense H2O, amb cations petits (alguns també amb grans)» juntament amb els següents minerals: alarsita, beril·lonita, rodolicoïta, berlinita, litiofosfat, nalipoïta i olimpita.

## Formació i jaciments
És un mineral de formació tardana en pegmatites complexes de granit, s'ha observat com un producte de l'alteració del beril. Alguns del jaciments on es pot trobar hurlbutita són a Nou Hampshire, Maine, Dakota del Sud, Viitaniemi (Finlàndia) i Zimbàbue entre d'altres. Als territoris de parla catalana ha estat descrita al Cap de Creus (Alt Empordà). Se sol trobar associada a altres minerals com: trifilita, siderita, moscovita, albita, quars, beril·lonita i montgomeryita.